# Herrerasauridae
Herrerasauridae é uma família de dinossauros, que viveram no Triássico Superior. Herrerassaurideos estão entre os mais antigos dinossauros conhecidos, seus primeiros registros datam de 233 milhões a 230 milhões anos. Estes dinossauros ficaram extintos no final do período Triássico. Os herrerassaurideos eram de pequeno porte (normalmente não possuíam mais de 4 metros de comprimento) e predadores saurísquios primitivos. Os melhores representantes conhecidos deste grupo são da América do Sul (Brasil e Argentina), onde eles foram descobertos na década de 1960. Um esqueleto quase completo de Herrerasaurus ischigualastensis foi descoberto na Formação Ischigualasto, em San Juan, Argentina, em 1988. Herrerassaurideos menos completos foram encontrados na América do Norte, e podem ter habitado outros continentes também.
A anatomia dos herrerassaurideos é incomum e especializada, e eles não são considerados para ser o ancestral de nenhum grupo de dinossauros posteriores. Eles geralmente apresentam uma mistura de características muito primitivas e derivadas. O acetábulo é apenas parcialmente aberto, e há apenas duas vértebras sacrais, o menor número entre os dinossauros. O osso púbico tem uma estrutura derivada, um pouco dobrado na parte posterior para criar uma expansão do terminal semelhante ao Tetanurae, especialmente proeminente no H. ischigualastensis. A mão é primitiva por ter cinco metacarpos, e o terceiro dedo é mais longo que o segundo, mas claramente terópode por ter apenas três dedos de compridos, com garras curvadas. Herrerassaurideos também têm uma mandíbula articulada como todos os terópodes.

## Classificação
A árvore evolutiva dos herrerassaurideos em relação os dinossauros não é clara. Eles são, possivelmente, os terópodes basais ou saurísquios basais, mas podem na verdade ser anteriores à cisão dos Saurischia e ornitísquios. Investigadores propuseram que eles representam uma linhagem precoce dos sauropodomorfos. Algumas análises, como a de Nesbitt (2009), encontraram no Herrerasaurus e seus parentes na família Herrerasauridae que podem ser terópodes basais, enquanto outros (como Ezcurra, 2010) acham que eles sejam basal para o clado Eusaurischia, ou seja, mais perto da base da árvore Saurischia do que dos terópodes sauropodomorfos, mas não verdadeiros membros de qualquer um deles. A situação é ainda mais complicado pelas incertezas em correlacionar as idades destes animais do final do Triássico.
Outros membros propuseram a incluíram do clado Sanjuansaurus a partir do mesmo Formação Ischigualasto da Argentina como Herrerasauridae, Staurikosaurus da Formação Santa Maria, Brasil, Chindesaurus do Parque Nacional da Floresta Petrificada (Formação Chinle) do Arizona, possivelmente, Caseosaurus da Formação Dockum do Texas,  embora as relações destes animais não sejam totalmente compreendidas, e nem todos os paleontólogos concordam. Outros possíveis terópodes basais, Alwalkeria do Formação Maleri da Índia e "Teyuwasu" (que foi recentemente considerado sinônimo de Staurikosaurus), conhecida por poucos fragmentos do final do Triássico, no Brasil, podem estar relacionados.  Novas (1992) definiu Staurikosaurus e Herrerasaurus como Herrerasauridae, e seu ancestral comum mais recente. Sereno (1998) definiu o grupo como o clado inclusivo do H. ischigualastensis. Langer (2004), com a definição filogenética primeira de um táxon de alto nível, infraordem Herrerasauria.

## Filogenia
O primeiro cladograma apresentado segue uma análise proposta por Ezcurra em 2010. Nesta revisão, Herrerasaurus é um primitivo Saurischia, mas não um terópode. O segundo cladograma é baseado em uma análise de MJ Benton, em 2004. Esta revisão indicou Herrerasaurus como um terópode basal.
|  | Herrerasaurus             |
|  |                           |
|  | Staurikosaurus            |
|  |                           |
|  | Herrerassaurídeo sem nome |
|  |                           |

|           | Chindesaurus                                              |
|           |                                                           |
| Theropoda | \| \| Eoraptor \| \| \| \| \| \| Neotheropoda \| \| \| \| |
|           | \| \| Eoraptor \| \| \| \| \| \| Neotheropoda \| \| \| \| |
|           | Sauropodomorpha                                           |
|           |                                                           |
|           | Eoraptor                                                  |
|           |                                                           |
|           | Neotheropoda                                              |
|           |                                                           |

|  | Eoraptor     |
|  |              |
|  | Neotheropoda |
|  |              |

|  | Herrerasaurus             |
|  |                           |
|  | Staurikosaurus            |
|  |                           |
|  | Herrerassaurídeo sem nome |
|  |                           |

|           | Chindesaurus                                              |
|           |                                                           |
| Theropoda | \| \| Eoraptor \| \| \| \| \| \| Neotheropoda \| \| \| \| |
|           | \| \| Eoraptor \| \| \| \| \| \| Neotheropoda \| \| \| \| |
|           | Sauropodomorpha                                           |
|           |                                                           |
|           | Eoraptor                                                  |
|           |                                                           |
|           | Neotheropoda                                              |
|           |                                                           |

|  | Eoraptor     |
|  |              |
|  | Neotheropoda |
|  |              |

|  | Herrerasaurus             |
|  |                           |
|  | Staurikosaurus            |
|  |                           |
|  | Herrerassaurídeo sem nome |
|  |                           |

|           | Chindesaurus                                              |
|           |                                                           |
| Theropoda | \| \| Eoraptor \| \| \| \| \| \| Neotheropoda \| \| \| \| |
|           | \| \| Eoraptor \| \| \| \| \| \| Neotheropoda \| \| \| \| |
|           | Sauropodomorpha                                           |
|           |                                                           |
|           | Eoraptor                                                  |
|           |                                                           |
|           | Neotheropoda                                              |
|           |                                                           |

|  | Eoraptor     |
|  |              |
|  | Neotheropoda |
|  |              |

|  | Herrerasaurus             |
|  |                           |
|  | Staurikosaurus            |
|  |                           |
|  | Herrerassaurídeo sem nome |
|  |                           |

|           | Chindesaurus                                              |
|           |                                                           |
| Theropoda | \| \| Eoraptor \| \| \| \| \| \| Neotheropoda \| \| \| \| |
|           | \| \| Eoraptor \| \| \| \| \| \| Neotheropoda \| \| \| \| |
|           | Sauropodomorpha                                           |
|           |                                                           |
|           | Eoraptor                                                  |
|           |                                                           |
|           | Neotheropoda                                              |
|           |                                                           |

|  | Eoraptor     |
|  |              |
|  | Neotheropoda |
|  |              |

|           | Sauropodomorpha                                                |
|           |                                                                |
| Theropoda | \| \| Herrerasaurus \| \| \| \| \| \| Neotheropoda \| \| \| \| |
|           | \| \| Herrerasaurus \| \| \| \| \| \| Neotheropoda \| \| \| \| |
|           | Herrerasaurus                                                  |
|           |                                                                |
|           | Neotheropoda                                                   |
|           |                                                                |

|  | Herrerasaurus |
|  |               |
|  | Neotheropoda  |
|  |               |

|           | Sauropodomorpha                                                |
|           |                                                                |
| Theropoda | \| \| Herrerasaurus \| \| \| \| \| \| Neotheropoda \| \| \| \| |
|           | \| \| Herrerasaurus \| \| \| \| \| \| Neotheropoda \| \| \| \| |
|           | Herrerasaurus                                                  |
|           |                                                                |
|           | Neotheropoda                                                   |
|           |                                                                |

|  | Herrerasaurus |
|  |               |
|  | Neotheropoda  |
|  |               |